# Soho House

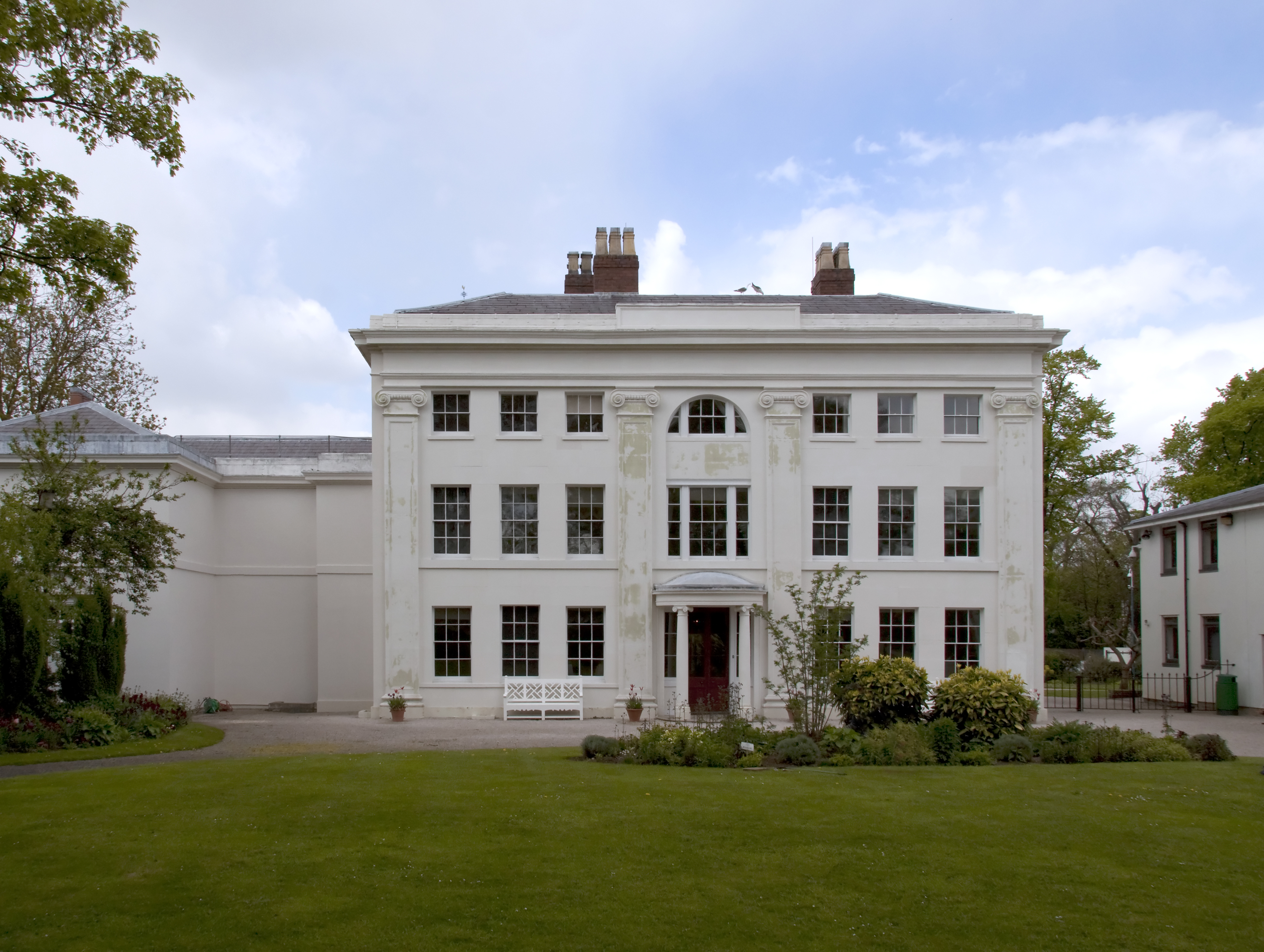
Soho House; Frontalansicht

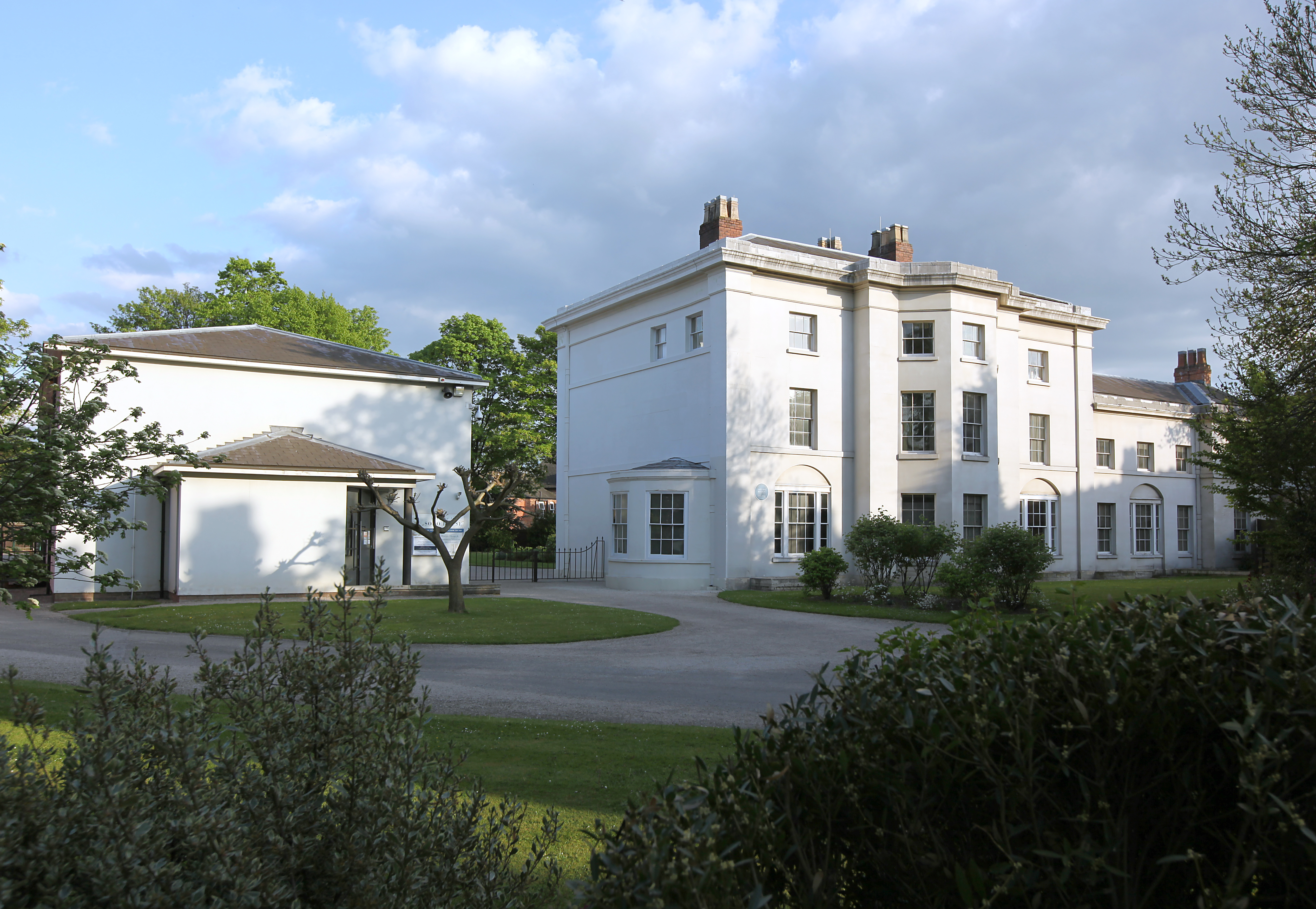
Soho House (Mitte); Rückseite mit Nebengebäuden vom heutigen Straßenzugang aus gesehen.

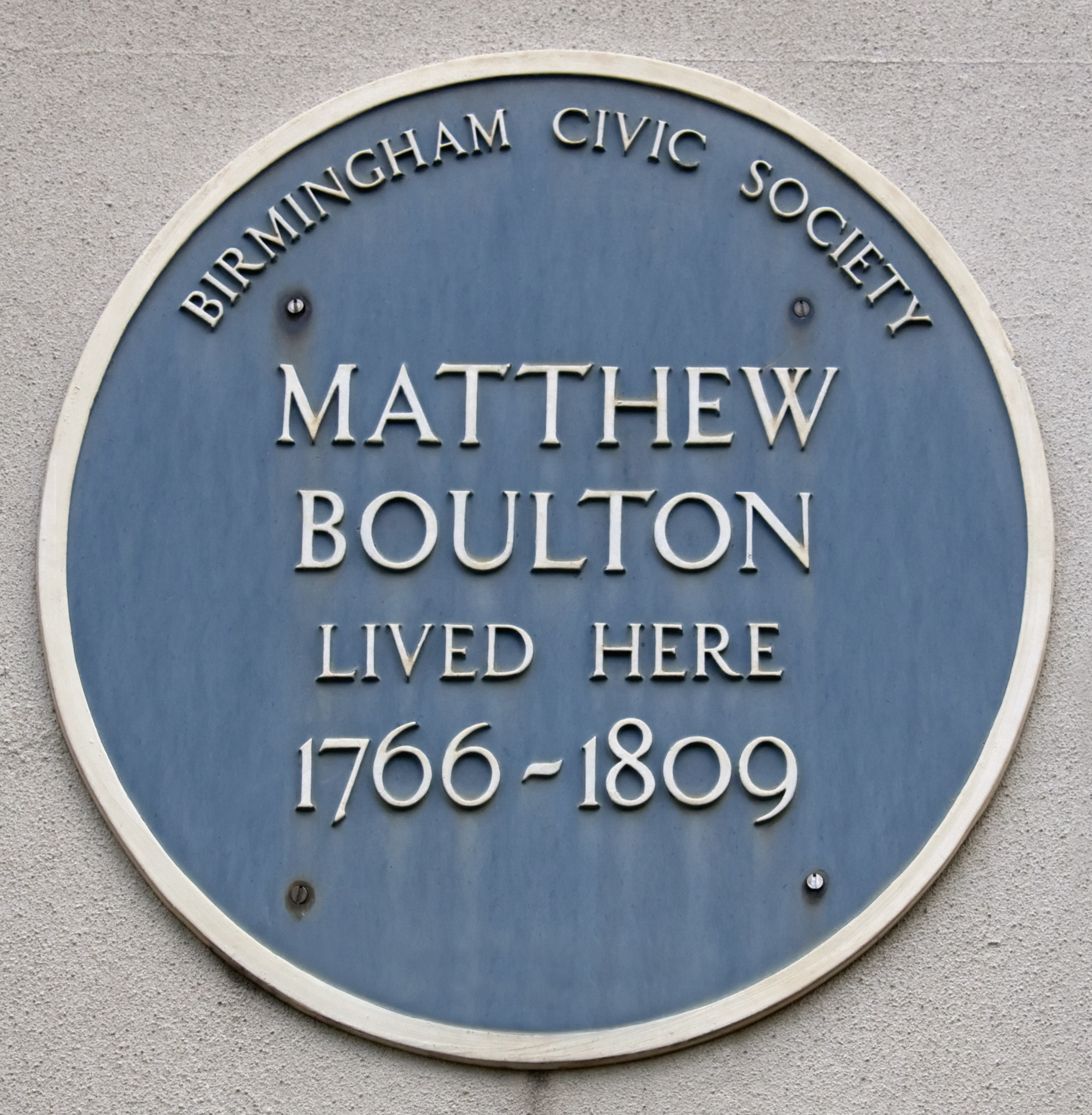
Auszeichnung von Soho House durch die 'Birmingham Civic Society'.

Soho House ist das ehemalige Herrenhaus der Soho Manufactory, einer der ersten Fabriken der Welt, im Stadtteil Handsworth im Nordosten Birminghams.
Soho House entstand als Erweiterung eines bestehenden Wohnhauses, als der Unternehmer Matthew Boulton das Gelände, auf dem es stand, pachtete und eine der ersten Fabriken der Welt dort errichtete. Boultons Mutter und Frau, später sein Partner John Fothergill bewohnten das Haus während der Bauarbeiten zur Fabrik (1761 bis 1765); Boulton und seine Frau bezogen den Bau erst nach der Fertigstellung der Manufaktur 1766. Da Boultons Fabrik sehr erfolgreich wurde und viele Besucher anzog ließ Boulton das ursprüngliche Gebäude ab 1789 durch den Architekten Samuel Wyatt durch den noch heute existenten Repräsentationsbau ersetzen. Dabei wurde auch eine Dampfheizung eingebaut, deren Wärme aus Öffnungen in den Treppenstufen entstieg, sowie das weltweit erste dampfbetriebene Heißwassersystem für Baderäume und die Küche. Beides waren Konstruktionen Boultons und seines Freundes James Watt.
Zwischen 1766 und 1809 war das Haus häufiger Treffpunkt der Lunar Society, deren Mitbegründer Boulton war und die als wichtiger Thinktank der frühen industriellen Revolution in England fungierte.
Während der größte Teil seiner Soho Manufactory zwischen 1848 und 1863 abgerissen wurde, blieb das Wohnhaus bestehen und wurde auf sehr unterschiedliche Arten genutzt, zuletzt als Polizeikaserne. Seit 1995 gehört Soho House als Außenstelle zur Birmingham Museums & Art Gallery; eine Dauerausstellung würdigt das Leben und Werk Matthew Boultons. Zusätzlich wird es für Ausstellungen zu lokalen Themen genutzt. Soho House steht heute unter Denkmalschutz. 2019 wurde Soho House von rund 10.000 Personen besucht. 2023 betrug die Besucherzahl etwa 5.800 Personen.